# Il Natale di Rudolph e Frosty
Il Natale di Rudolph e Frosty (Rudolph and Frosty's Christmas in July) è un film d'animazione del 1979 prodotto da Rankin/Bass. Si tratta di un sequel/crossover de La storia di Lumetto e Frosty the Snowman, uscito dopo due capitoli delle rispettive serie. Dopo aver ricevuto una distribuzione limitata nelle sale cinematografiche il 1º luglio 1979, venne trasmesso da ABC come speciale natalizio il 25 novembre dello stesso anno.

## Trama
Quando il malvagio mago delle nevi Winterbolt cerca di conquistare il Polo Nord, Frosty il pupazzo di neve e Rudolph la renna tentano di fermarlo aiutati da altri celebri personaggi natalizi.

## Colonna sonora
- Rudolph the Red-Nosed Reindeer – coro
- Everything I've Always Wanted – Crystal
- Everything I've Always Wanted (reprise) – Milton
- Everyday is Just Like Christmas – Lily
- Chicken Today and Feathers Tomorrow – Lily
- I See Rainbows – Babbo Natale, coro
- Don't Let the Parade Pass You By – Lily
- I Heard the Bells on Christmas Day – coro
- Rockin' Around the Christmas Tree – Laine, coro
- Everything I've Always Wanted (secondo reprise) – Frosty
- No Bed of Roses – Rudolph
- Frosty the Snowman – coro
- Now and Then – Frosty
- We're a Couple of Misfits – Frosty e Rudolph
- Rudolph the Red-Nosed Reindeer (reprise) – Lily, coro

## Distribuzione

### Edizione italiana
In Italia il film è stato trasmesso dalle reti locali il 29 dicembre 1984. Il doppiaggio è stato eseguito dalla Effe Elle Due e diretto da Franco Latini.

### Doppiaggio
| Personaggio         | Doppiatore originale | Doppiatore italiano |
| ------------------- | -------------------- | ------------------- |
| Rudolph             | Billie Mae Richards  | Franco Latini       |
| Frosty              | Jackie Vernon        |                     |
| Babbo Natale        | MIckey Rooney        | Franco Latini       |
| Crystal             | Shelley Winters      | Alina Moradei       |
| Milly               | Steffi Cali          |                     |
| Chilly              | Eric Hines           |                     |
| Madre di Rudolph    |                      | Alina Moradei       |
| Padre di Rudolph    |                      | Franco Latini       |
| Lady Boreal         | Nellie Bellflower    | Daniela Caroli      |
| Winterbolt          | Paul Frees           | Franco Latini       |
| Genio dello scettro | Thurl Ravenscroft    |                     |
| Milton              | Red Buttons          | Franco Latini       |
| Lady Loraine        | Ethel Merman         | Alina Moradei       |
| Laine               | Shelby Flint         | Daniela Caroli      |
| Sam Spangles        | Don Messick          |                     |
| Drago di neve       | Candy Candido        |                     |
| Poliziotto          | Paul Frees           |                     |
| Signora Natale      | Darlene Conley       | Alina Moradei       |
| Jack Frost          | Paul Frees           |                     |

### Edizioni home video
In Italia il film è stato distribuito in DVD da MHE e Cult Media.